# Bridewell Palace
Bridewell Palace, auch Bridewell Royal Hospital, in London war ursprünglich eine Residenz von König Heinrich VIII. und später ein Armenhaus und Gefängnis. Der Name Bridewell wurde später zum Synonym für Polizeistationen und Gefängnisse in England und in Irland.

## Geschichte
Der Bridewell Palace wurde auf dem Gelände des mittelalterlichen St. Bride’s Inn für König Heinrich VIII. errichtet, der dort von 1515 bis 1523 lebte. An den Ufern des River Fleet gelegen, ist er nach einem nahe gelegenen, St. Bride gewidmeten Brunnen benannt. Hier traf sich die päpstliche Delegation 1528 im Vorfeld, um die Scheidung des Königs von Katharina von Aragon zu diskutieren. Das Gebäude war ein Lieblingsprojekt von Kardinal Thomas Wolsey und wurde vom König nach Wolseys Sturz im Jahr 1530 aufgegeben. Von 1531 bis 1539 war es an den französischen Botschafter verpachtet.
1553 übergab Edward VI. den Palast an die City of London für die Aufnahme von obdachlosen Kindern und die Bestrafung von „disorderly women“. Ab 1556 wurde der Palast als Gefängnis sowie als Krankenhaus und Schule benutzt, wofür sich die Bezeichnung Bridewell Royal Hospital einbürgerte.
Der Name Bridewell wurde später auch für andere Gefängnisse in London übernommen, darunter Clerkenwell Bridewell (eröffnet 1615) und Tothill Felder Bridewell in Westminster. Ähnliche Einrichtungen in England, Irland und Kanada sowie in den Vereinigten Staaten erhielten in der Folge ebenfalls den Namen Bridewell. In der Regel bezieht sich der Begriff auf die wichtigste Haftanstalt einer Stadt oder Region, die typischerweise in der Nähe eines Gerichtsgebäudes liegt.
Beim Großen Brand von London 1666 wurde der Palast weitgehend zerstört und 1667 teilweise wieder aufgebaut. 1834 zog das Gefängnis in ein nahe gelegenes Gebäude Nähe Francis Street um. 1863/64 wurde Bridewell abgerissen. Die Schule verlegte ihren Standort nach Surrey und änderte ihren Namen in King Edward’s School, Witley.